# Grenkulla
Grenkulla (Cladanthus arabicus, tidigare Anthemis arabica) är en växt med gula blommor.